# Argyroptocha phalaenopa
Argyroptocha phalaenopa är en fjärilsart som beskrevs av Diakonoff 1967. Argyroptocha phalaenopa ingår i släktet Argyroptocha och familjen vecklare. Inga underarter finns listade i Catalogue of Life.